# Aleksandrs Čaks
Aleksandrs Čaks, vlastním jménem Aleksandrs Čadarainis (27. října 1901 Riga – 8. února 1950 Riga) byl lotyšský básník a prozaik. V době, kdy většina lotyšských básníků stále ještě čerpala z lidové poezie a folklóru, Čaks přišel s novým typem básně, inspiroval se městem, konkrétně rodnou Rigou a jejími periferiemi. Navíc zvolil volný verš. Tím založil v Lotyšsku tradici avantgardní literatury.

## Život
Byl příslušníkem lotyšských střelců (Latviešu strēlnieki). Studoval medicínu na Moskevské univerzitě a posléze na Lotyšské univerzitě, avšak studium nedokončil. Pracoval poté jako učitel a úředník, od roku 1927 se živil literaturou. Roku 1928 založil časopis Jauno Lira, kde se prezentovala mladá lotyšská literární generace. Přispíval také do levicového časopisu Trauksme (Poplach), vedl rovněž časopis Domas. Roku 1934, po převratu Kārlise Ulmanise, byly levicové časopisy ovšem zakázány a Čaks pracoval jako bankovní úředník. K novinařině se vrátil roku 1940, kdy psal do časopisu Atpūta. Po německé okupaci roku 1941 nesměl publikovat. Poté, co do Rigy vstoupili Sověti, začal pracovat v sovětském časopise Cīņa, kde vedl kulturní rubriku. Roku 1946 však začala proti Čaksovi v Sovětském svazu kampaň, v důsledku níž byl z časopisu roku 1947 propuštěn. Vrátil se poté do Lotyšska a pracoval v Ústavu jazyka a literatury Lotyšské akademie věd. Poté, co se Lotyšsko roku 1949 stalo součástí SSSR, kampaň proti Čaksovi vypukla nanovo, s ještě větší silou. Byl obviňován, že jeho literatura je protisovětská a nemarxistická. Útoky podlomily jeho zdraví a Čaks roku 1950 zemřel.

### Poezie
- Es un šis laiks (1928, Já a tato doba)
- Sirds uz trotuāra (1928, Srdce na chodníku)
- Apašs frakā (1929, Apač ve fraku)
- Pasaules krogs (1929, Krčma světa)
- Poēma par ormani (1930, Poéma o drožkáři)
- Laimes krekls (1931)
- Mana paradīze (1932, Můj ráj)
- Umurkumurs (1932)
- Mūžības skartie (1-2) (1937—1939)
- Iedomu spoguļi (1938, Zrcadla fantazie)
- Patrioti (1948, Vlastenci)
- Zem cēlās zvaigznes (1948, Pod ušlechtilou hvězdou)
- Spēlē, spēlmani (1972, Hraj, hráči)
- Debesu dāvana (1980, Nebeský dar)
- Lakstīgala dzied basu (2001, Slavík zpívá basem)
- Vēlais viesis (2005)

### Próza
- Eņģelis aiz letes (1935, Anděl za pultem)
- Debesīs (1938, V nebi)
- Aizslēgtas durvis (1938, Zavřené dveře)
- Kļava lapa
- Āzis pļavā

Do češtiny byly přeloženy ukázky z jeho poezie v antologii Les duší (2001).